# Harry Shearer
Harry Shearer, född 23 december 1943 i Los Angeles, Kalifornien, är en amerikansk skådespelare och komiker. 
Filmdebuten gjordes 1953 tillsammans med Bud Abbot och Lou Costello i Abbot and Costello Go to Mars. I mitten av 1980-talet medverkade Shearer i Saturday Night Live. 
Shearer är också en av medlemmarna i Spinal Tap, ett påhittat rockband om vilka det gjordes en fiktiv dokumentär, en så kallad mockumentär, vid namn This Is Spinal Tap. Filmen och bandet är en drift med musikindustrin, enkannerligen den pompösa rocken à la Queen. Han spelar basisten Derek Smalls. 
Shearer är känd som en av röstskådespelarna i den tecknade komediserien The Simpsons. Shearer medverkar under seriens samtliga säsonger och gör ett stort antal karaktärer, bland andra Montgomery Burns, Ned Flanders, Waylon Smithers, Lenny Leonard, Kent Brockman, Timothy Lovejoy, Seymour Skinner, Dr. Julius Hibbert och Otto Mann. I maj 2015 blev det känt att Shearer valt att lämna den fortsatta produktionen av serien efter en konflikt gällande lön.  I juli samma år skrev Shearer på kontrakt för ytterligare fem säsonger efter att ha kommit överens med Fox om lön. 
Han har också skrivit flera böcker, bland annat romanen Not Enough Indians.

## Filmografi i urval
- 1953 – Abbot and Costello Go to Mars
- 1979–1985 – Saturday Night Live (TV-serie)
- 1984 – This Is Spinal Tap
- 1988 – Min fru är en utomjording
- 1989–2015 – Simpsons (TV-serie) (röster)
- 1992 – A Year and a Half in the Life of Metallica (dokumentärfilm)
- 1994 – Little Giants
- 1994 – På tal om kärlek
- 1998 – Godzilla
- 2007 – The Simpsons: Filmen (röster)
- 2025 – Spinal Tap II: The End Continues